# Gerhard Stolle
Gerhard Stolle (11 novembre 1952) è un ex mezzofondista tedesco.

## Palmarès

### Europei indoor
- 2 medaglie:
  - 1 oro (Katowice 1975 negli 800 m piani)
  - 1 argento (Rotterdam 1973 negli 800 m piani)